# Stella Oyedepo
Stella Moroundia Oyedepo (đôi khi còn được gọi với tên là Stella Dia Oyedepo), sinh năm 1954, là một nhà viết kịch người Nigeria. Cô qua đời vào ngày 22 tháng 4 năm 2019. Cho đến lúc đó, cô là Tổng Giám đốc / Giám đốc điều hành của Nhà hát Quốc gia, Iganmu, Lagos của quốc gia châu Phi này.
Oyedepo đã viết hơn 300 vở trong suốt sự nghiệp của mình; trong số này, chỉ có khoảng 30 tác phẩm của cô đã được xuất bản. Cô lấy chủ đề cho các tác phẩm của mình là cuộc sống hàng ngày và các vấn đề của mình, và công việc của cô thường đề cập đến các chủ đề như hôn nhân, tham nhũng, chính trị và cuộc sống gia đình. Một ví dụ điển hình là vở kịch The Greatest Gift năm 1988 của cô, tương phản cuộc sống của một gia đình bị hủy hoại bởi sự say xỉn của người cha với cuộc sống của một gia đình thành công khác. (sự tương phản đem đến sự thú vị của vở kịch). Còn Vở kịch Brain Brain No No Giới tính năm 2001 của cô được viết cho Bộ Giáo dục Khoa học Phụ nữ Kwara. Vở kịch đầu tiên của cô, Vợ chúng ta không phải là phụ nữ, được viết vào năm 1979. Nguồn gốc của Oyedepo đến từ bang Ondo. Cô được đào tạo như một nhà ngôn ngữ học, và trong một thời gian vào những năm 1980, cô là Giảng viên chính của Trường Cao đẳng Giáo dục Kwara ở Ilorin. Cô cũng từng là giám đốc của Hội đồng Nghệ thuật và Văn hóa Nhà nước Kwara. Nhiều vở kịch của cô đã được đưa vào những dịp công bố về sân khấu kịch đặc biệt ở quốc gia này.